# Comphotis irroratum
Comphotis irroratum is een vlindersoort uit de familie van de prachtvlinders (Riodinidae), onderfamilie Riodininae.
Comphotis irroratum werd in 1903 beschreven door Godman.